# Шоулз, Майрон
Ма́йрон Сэмюэл Шо́улз (англ. Myron Samuel Scholes; 1 июля 1941, Тимминс, провинция Онтарио, Канада) — американский экономист канадского происхождения, лауреат Нобелевской премии 1997 года «за новый метод определения стоимости производных ценных бумаг». Шоулз является одним из авторов финансовой модели Блэка — Шоулза (модели ценообразования опционов).

## Биография
Родился в еврейской семье.
Степень бакалавр экономики получил в 1962 году в Университете Мак-Мастера (Гамильтон, Канада). В Чикагском университете получил степени MBA (1964) и PhD (1969). Работал в Массачусетском технологическом институте, Чикагском и Стэнфордском университете, в котором сейчас он носит звание почётного профессора имени Фрэнка Э. Бака.
В 2003 году Шоулз был замешан в скандале вокруг американского хедж-фонда Long-Term Capital Management, в котором являлся одним из партнёров, наряду с другим нобелевским лауреатом Робертом Мертоном. Фонд обвинялся в уклонении от уплаты налогов, а экспертом-консультантом со стороны государства на судебном процессе выступал лауреат Нобелевской премии по экономике 2001 года Джозеф Стиглиц.

## Основные произведения
- Монография «Налоги и стратегия бизнеса» (Taxes and Business Strategies, 1991; в соавторстве с М. Волфсоном).
- Статья «Финансовая инфраструктура и экономический рост» (Financial Infrastructure and Economic Growth, 1996).